# International Freedom Center
Pour les articles homonymes, voir IFC.
 (janvier 2023).
L’International Freedom Center ou IFC (littéralement « centre international de la liberté ») est un projet de musée qui devait être adjacent au site de Ground Zero, anciennement les tours jumelles du World Trade Center. Sélectionné en 2004, il comprenait un centre culturel, appelé Reflecting absence (« Absence remarquée ») et aurait dû être situé près du mémorial du 11 Septembre. Mais de nombreuses critiques se sont abattues sur le projet, clamant que promouvoir la liberté internationale par des expositions sur différents génocides et crimes contre l'humanité était inapproprié sur un site considéré comme sacré par certains. Le 28 septembre 2005, le gouverneur George E. Pataki a enlevé l'IFC du projet de réaménagement du site.
George Soros, Tom Bernstein[Qui ?], Anthony D. Romero (en) et Eric Foner étaient les promoteurs de l'IFC. Une heure avant d'être officiellement refusé sur Ground Zero, le musée s'est retiré de la course, déclarant ne pas chercher une autre implantation.